# Pony (Frankfurt)
Pony is een Duits historisch merk motorfietsen van het bedrijf Pony Motoren & Fahrzeugbau, Baus-Fritz & Co. GmbH uit Frankfurt/Main.
Dit was een van de honderden kleine Duitse bedrijfjes die in de eerste helft van de jaren twintig ontstonden en weer verdwenen. Pony begon in 1924 met de productie van lichte motorfietsjes met 185cc-zijklepmotoren, maar al in 1926 werd de productie weer beëindigd.